# Valinda
Valinda statisztikai település az USA Kalifornia államában, Los Angeles megyében. Lakosainak száma 22 437 fő (2020. április 1.).

## Népesség
A település népességének változása:

| 2010 | 22 822 |
| 2020 | 22 437 |